# 7Q12

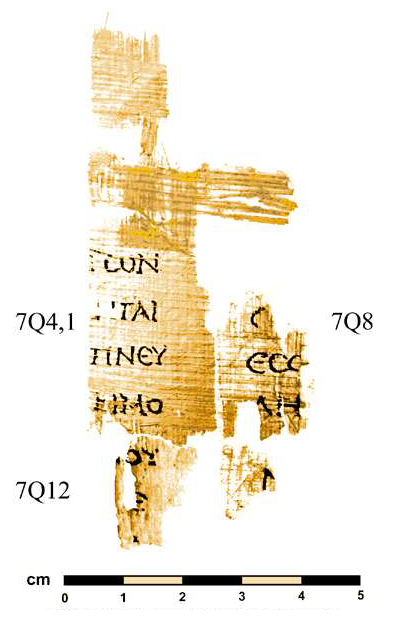
Rękopis 7Q En gr złożony z pasujących do siebie fragmentów 7Q4, 7Q8 oraz 7Q12

7Q12 – niewielki fragment spisany na pergaminie w języku greckim znaleziony w grocie 7 w Kumran, należący do zwojów znad Morza Martwego. Jest on datowany na około 100 rok p.n.e. Choć zawiera zaledwie dwie litery zachowane w całości odegrał on ważną rolę w identyfikacji tekstów znalezionych w 7 grocie w Qumran.
W 1972 roku José O’Callaghan zidentyfikował fragment oznaczony 7Q4, jako pochodzący z około 100 roku n.e. fragment zawierający urywek 1. Listu do Tymoteusza 3:16, 4:1-3 oraz fragment oznaczony 7Q8 jako urywek Listu Jakuba 1:23, 24. Informacja, że wśród rękopisów znad Morza Martwego znaleziono fragmenty Nowego Testamentu została podana do wiadomości publicznej. Jednak opinia ta została odrzucona przez społeczność uczonych, a identyfikacja O’Callaghana została uznana za błędną. W czasopismach pojawiła się fala krytyki. Identyfikację dokonaną przez José O’Callaghana zakwestionowali: Maurice Baillet, P. Benoit, Colin Hemer, Colin Roberts i Kurt Aland.
W 1988 roku G. Wilhelm Nebe zaproponował identyfikację fragmentu 7Q4,1 jako część Księgi Henocha 103:3-4, a fragment 7Q4,2, jako część Henocha 98:11. Identyfikacja Wilhelma Nebe 7Q4,1-2 została zakwestionowana przez Carstena Thiede, który wspierał identyfikację O’Callaghana.
W 1996 roku Émile Puech bronił identyfikacji fragmentu 7Q4,1 przez Nebe jako części Henocha 103:3-4, jednocześnie sugerując, że 7Q4,2 jest częścią Henocha 105:1. Badania nad rekonstrukcją tekstu wykonane przez Ernesta Muro oraz Puecha wykazały w sposób przekonujący, że fragment 7Q4,1 (Henoch 103:3-4) wraz z 7Q8 (Henoch 103:7-8) oraz 7Q12 (Henoch 103:4) są częścią tego samego dokumentu. Wszystkie trzy fragmenty łączą się ze sobą brzegami i zawierają jeden tekst pochodzący z Księgi Henocha. Badanie to zdecydowanie wyklucza identyfikację fragmentów 7Q4  i 7Q8 jako urywków listów Nowego Testamentu. Połączonym trzem fragmentom tekstu nadano wspólne oznaczenie 7Q En gr.